# Sonnets pour Hélène
Sonnets pour Hélène est un recueil de poèmes de Pierre de Ronsard paru en 1578. 

## Genèse et publication
Ce recueil est une commande de la reine Catherine de Médicis pour sa protégée et fille d'honneur, Hélène de Fonsèque (fille de René de Fonsèque, baron de Surgères, et d'Anne de Cossé), afin de la consoler de la perte de son amant à la guerre. Ronsard entreprend de lui écrire un recueil de sonnets, sous la forme du madrigal, où il loue sa beauté et la compare avec la belle Hélène, héroïne de la guerre de Troie.
Une grande différence d'âge sépare Hélène de Ronsard qui est âgé de près de 45 ans lorsqu'ils se rencontrent. C'est la reine qui encourage Ronsard à courtiser Hélène par vers interposés. C'est une œuvre de maturité qui célèbre un amour platonique pour une belle qui reste indifférente. Ronsard retrouve dans ces sonnets l'influence de Pétrarque avec la figure mythologique d'Hélène de Troie. Les sonnets les plus connus sont Quand vous serez bien vieille… et Te regardant assise…
Les Sonnets pour Hélène sont publiés en 1578 dans une nouvelle édition des Amours.
Bien que le recueil comporte cent onze sonnets et quatre autres poèmes, l'un d'entre eux éclipse les autres par sa célébrité, au point d'être parfois pris pour l'unique « Sonnet pour Hélène ». Il s'agit du quarante-troisième sonnet du deuxième livre, souvent désigné par son premier vers : « Quand vous serez bien vieille, au soir, à la chandelle ».

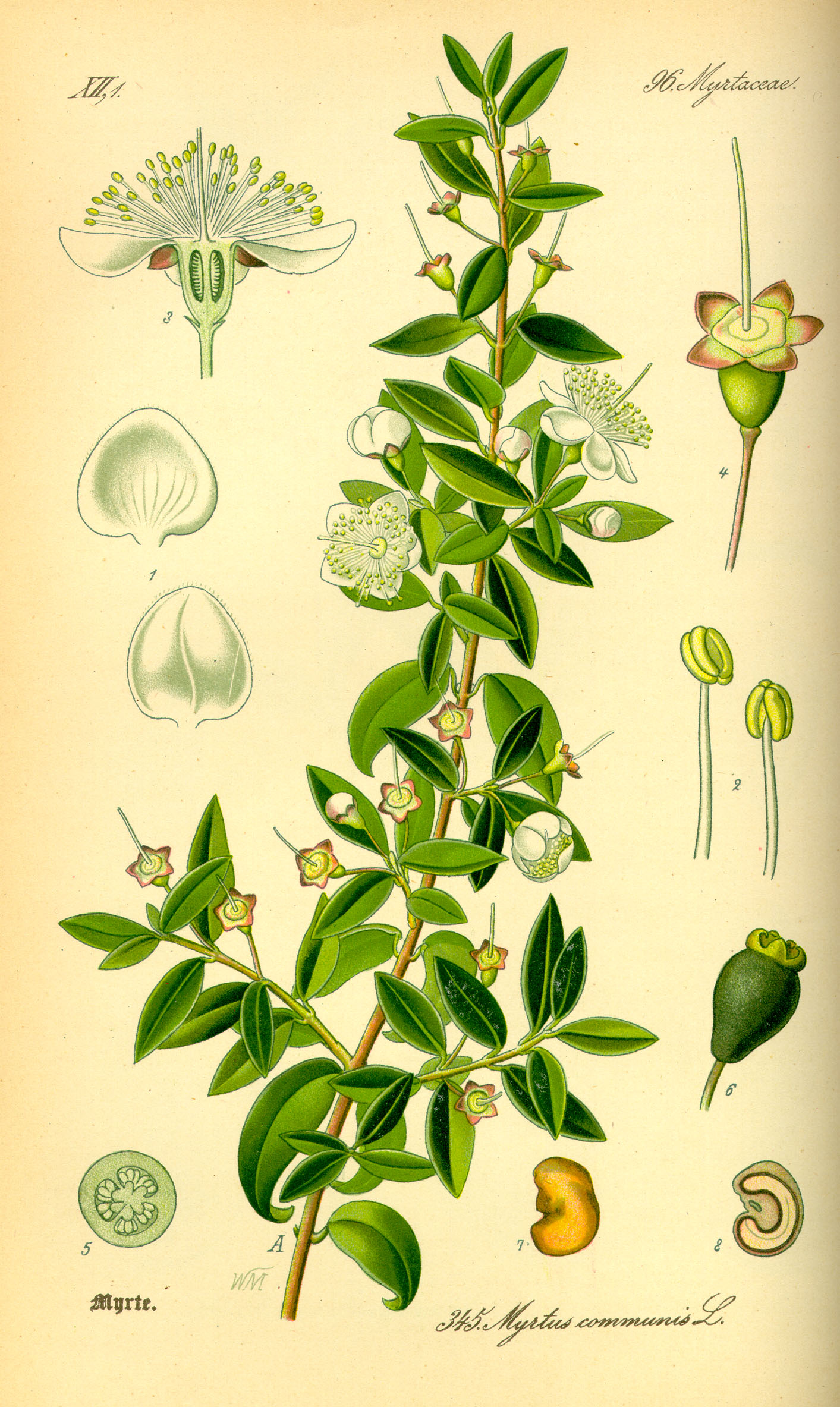
Myrte

## Références latines et mythologiques

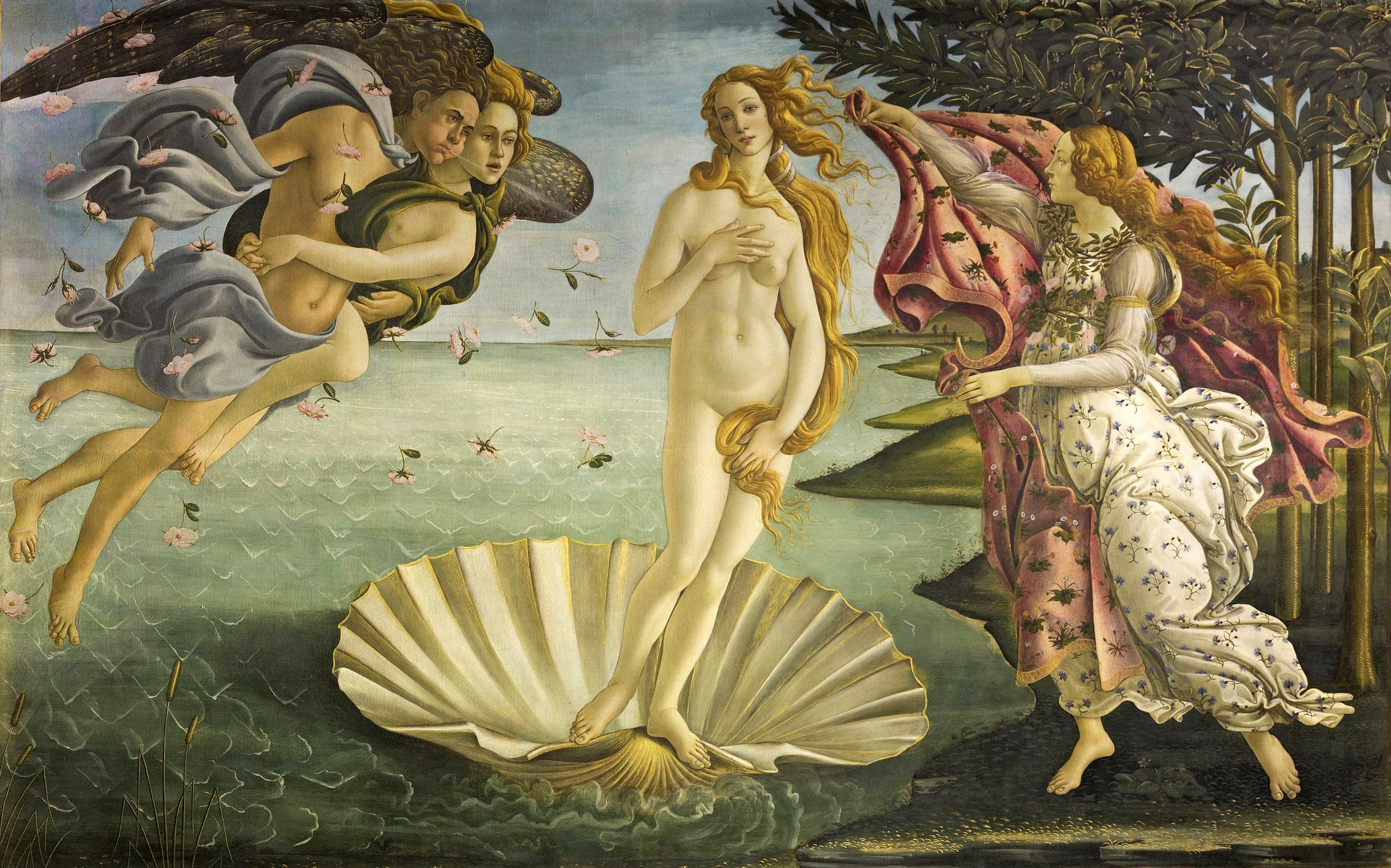
Naissance de Vénus par Sandro Botticelli (1485).

### Ombres myrteux

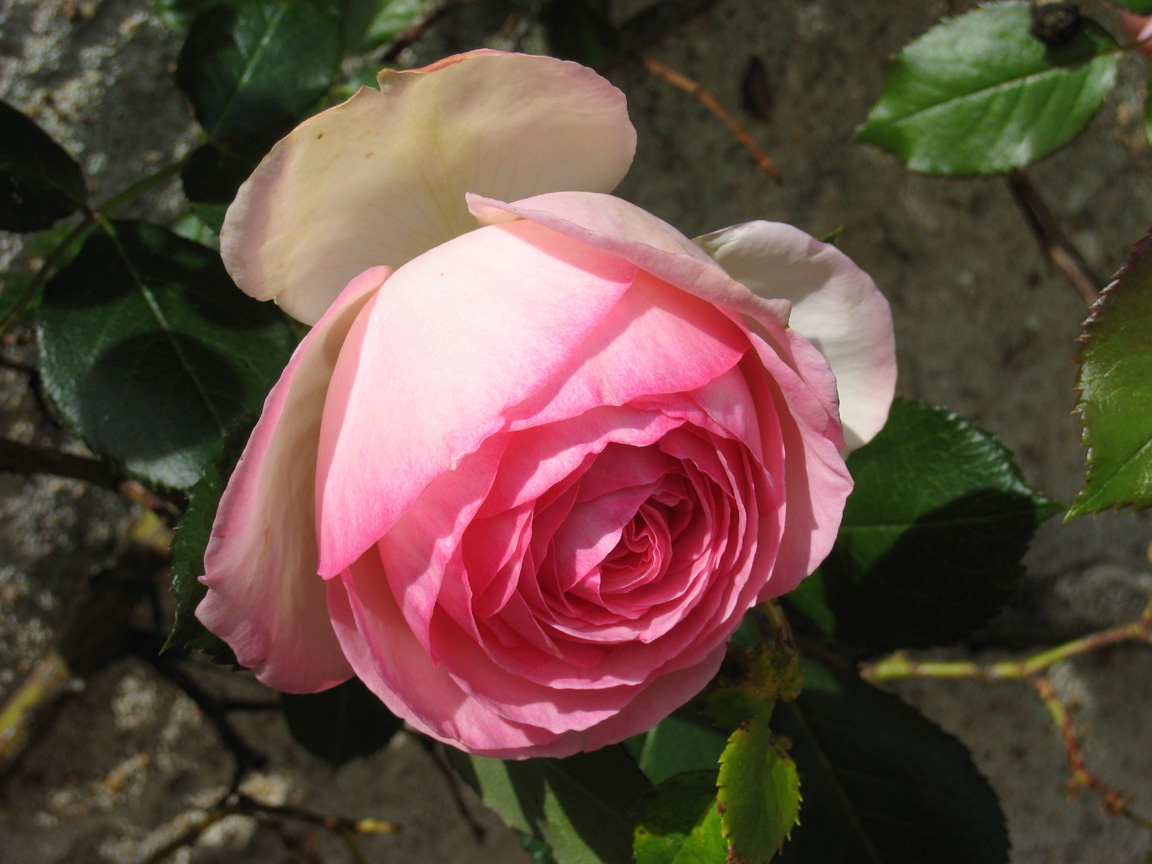
Rose Pierre de Ronsard.